# Manuela de Madre Ortega
Manuela de Madre Ortega (Huelva, Andalusia, 6 d'octubre del 1954) és una política catalana d'origen andalús.

## Biografia
Des de la seua joventut resideix a Santa Coloma de Gramenet (Barcelonès), on va arribar amb la seua família durant l'onada migratòria a Catalunya dels anys 50 i 60.
Va cursar estudis de delineació i aviat milità tant al Partit dels Socialistes de Catalunya com a la UGT de Catalunya. Fou regidora de serveis socials (1979-1991) i alcaldessa (1991-2002) de l'Ajuntament de Santa Coloma de Gramenet, d'on finalment va decidir retirar-se per motiu de la fibromiàlgia, deixant pas a Bartomeu Muñoz. És membre de l'Associació Catalana de la Dona, de Xarxa Cultural i de l'Hermandad Rociera Las Marismas.
També ha exercit com a diputada al Congrés (1984-1988) i del Parlament de Catalunya a la 3a, 4a, 5a, 6a, 7a, 8a i 9a legislatures des de la seva restauració (1988-2012). Va ser presidenta del grup Partit dels Socialistes de Catalunya-Ciutadans pel Canvi al Parlament de Catalunya i vicepresidenta del PSC.